# 1824 en musique classique
| \| • Retour à la chronologie générale de la musique classique • \| |
| Grèce • Rome • Haut Moyen Âge • VIIIe siècle • IXe siècle • Xe siècle • XIe siècle XIIe siècle • XIIIe siècle • XIVe siècle • XVe siècle • XVIe siècle • XVIIe siècle XVIIIe siècle • XIXe siècle • XXe siècle • XXIe siècle |
| • Retour à la chronologie générale de la musique classique • |

| Années en musique classique : 1821 - 1822 - 1823 - 1824 - 1825 - 1826 - 1827    |
| Décennies en musique classique : 1790 - 1800 - 1810 - 1820 - 1830 - 1840 - 1850 |

Cet article présente les faits marquants de l'année 1824 en musique.

## Événements
- 4 février : L'ajo nell'imbarazzo, opéra de Gaetano Donizetti, créé à Rome.
- 7 février : création de Gli amici di Siracusa de Mercadante, au Teatro Argentina de Rome[1]
- En mars, Franz Schubert compose :
  - un quatuor à cordes en ré mineur D. 810 « La Jeune Fille et la Mort ».
  - La sonate pour Arpeggione D.821
- 7 mars : Il crociato in Egitto, opéra de Giacomo Meyerbeer, créé à La Fenice de Venise.
- 7 avril : la Missa Solemnis de Beethoven, créée à Saint-Pétersbourg.
- 5 mai : création de Le Concert à la cour ou la Débutante, d'Auber et Scribe à Paris.
- 7 mai : la Neuvième symphonie en ré mineur opus 125 composée par Beethoven avec un chœur final sur l'ode à la joie écrite par le poète allemand Friedrich von Schiller, créée à Vienne au Theater am Kärntnertor.
- Beethoven ébauche son Douzième quatuor à cordes (1824-1826).
- 28 juillet : Emilia di Liverpool, opéra de Gaetano Donizetti, créé à Naples.

Date indéterminée
- Twaalf stukjes uit de gedichtjes voor kinderen door mr. H. van Alphen, de Christian Friedrich Ruppe, poèmes mis en musique, publiés à Leyde.
- Fondation à Bâle du chœur mixte Basler Gesangverein.

## Prix de Rome
1er Prix : Auguste Barbereau, 2e Prix : Albert Guillon avec la cantate Agnès Sorel.

## Naissances

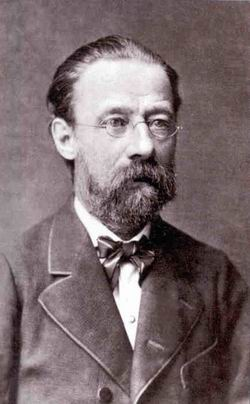
Bedřich Smetana

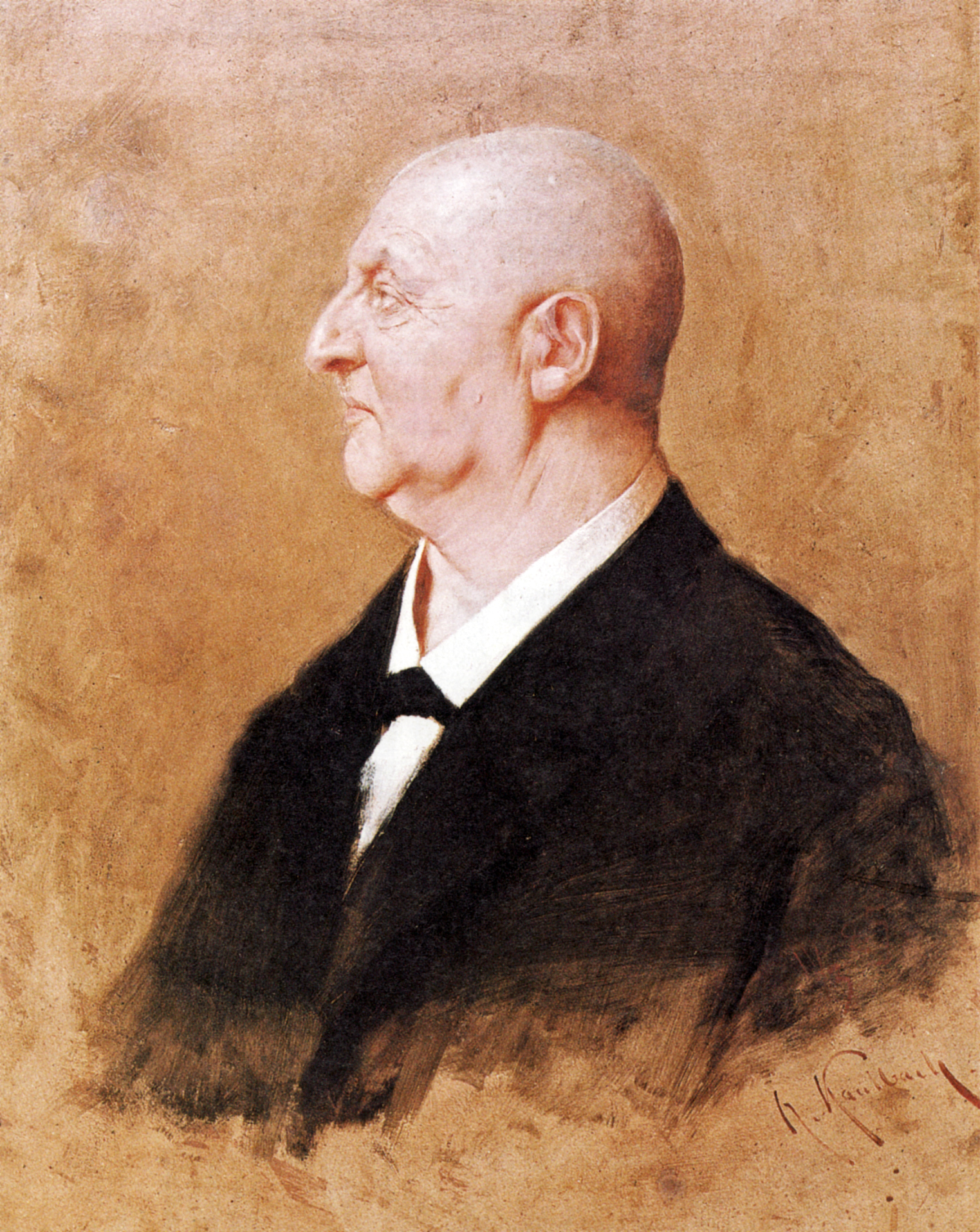
Anton Bruckner

- 7 février : Marie Siegling, compositrice américaine († 2 janvier 1920).
- 2 mars : Bedřich Smetana, compositeur tchèque († 12 mai 1884).
- 5 mars : Anne Charton-Demeur, soprano dramatique française († 30 novembre 1892).
- 27 mars : Édouard Montaubry, violoniste, chef d'orchestre et compositeur français († 12 février 1883).
- 1er avril : Eugène Ortolan, juriste, diplomate et compositeur français († 11 mai 1891).
- 22 avril : Richard Wüerst, compositeur et pédagogue allemand († 9 octobre 1881).
- 28 mai : Charles Réty, directeur de théâtre et critique musical français († 1er juillet 1895).
- 8 juin : Gabriel Balart, compositeur, chef d'orchestre et pédagogue espagnol d'origine catalane († 5 juillet 1893).
- 15 juin : Cesare De Sanctis, compositeur et chef d'orchestre italien († 27 janvier 1916).
- 19 juin : Emma Maria Macfarren, pianiste et compositrice anglaise († 9 novembre 1895).
- 23 juin : Carl Reinecke, compositeur allemand († 10 mars 1910).
- 4 juillet :
  - Ernest David, musicologue français († 3 juin 1886).
  - Leone Giraldoni, baryton italien († 19 septembre 1897).
- 11 juillet : Adolphe Samuel, critique musical, chef d'orchestre, éducateur musical et compositeur belge († 11 septembre 1898).
- 4 septembre : Anton Bruckner, compositeur autrichien († 11 octobre 1896).
- 6 septembre : Théodore Semet, compositeur français († 15 avril 1888).
- 8 septembre : Jaime Nunó, compositeur espagnol d'origine catalane († 18 juillet 1908).
- 25 novembre : Antonio Ghislanzoni, écrivain, poète et librettiste italien († 16 juillet 1893).
- 2 décembre : Édouard-Fortuné Calabresi, musicien, chef d'orchestre et directeur de théâtre français († 1904).
- 12 décembre : Jean-Jacques-Joseph Debillemont, compositeur et chef d'orchestre français († 14 février 1879).
- 15 décembre : Jane Sloman, pianiste, chanteuse et compositrice britannique († après 1850).
- 24 décembre : Peter Cornelius, poète, acteur et compositeur allemand († 26 octobre 1874).

Date indéterminée
- Marietta Gazzaniga, soprano d'opéra italienne († 2 janvier 1884).
- Adolphe Jaime, vaudevilliste et librettiste français († 1901).
- Antonio Selva, chanteur d'opéra basse italien († 1889).
- Nissan Spivak, chantre, compositeur ukrainien († 1906).

## Décès

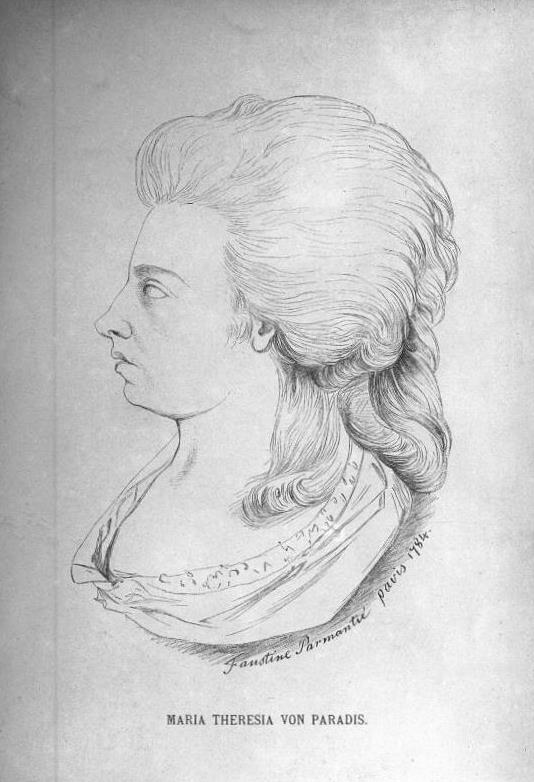
Maria Theresia von Paradis

- 1er février : Maria Theresia von Paradis, compositrice autrichienne (° 15 mai 1759).
- 3 mars : Giovanni Battista Viotti, violoniste et compositeur italien (° 12 mai 1755).
- 22 mars : Johann Melchior Dreyer, compositeur, chef d'orchestre, chef de chœur, organiste et violoniste allemand (° 24 juin 1747).
- 5 avril : Francesco Benucci, baryton-basse italien (° vers 1745).
- 24 juin : Michel Moysard, clarinettiste français (° 1777).
- 16 septembre : Giacomo Tritto, compositeur italien (° 2 avril 1733).
- 9 novembre : Jane Savage, claveciniste et compositrice anglaise (° 1752 ou 1753).
- 30 novembre : Luigi Mosca, compositeur italien (° 1775).
- 5 décembre : Anne Louise Boyvin d'Hardancourt Brillon de Jouy, musicienne et compositrice française (° 13 décembre 1744).